# Fuensaldaña
Fuensaldaña est une commune de la province de Valladolid dans la communauté autonome de Castille-et-León en Espagne.

## Histoire

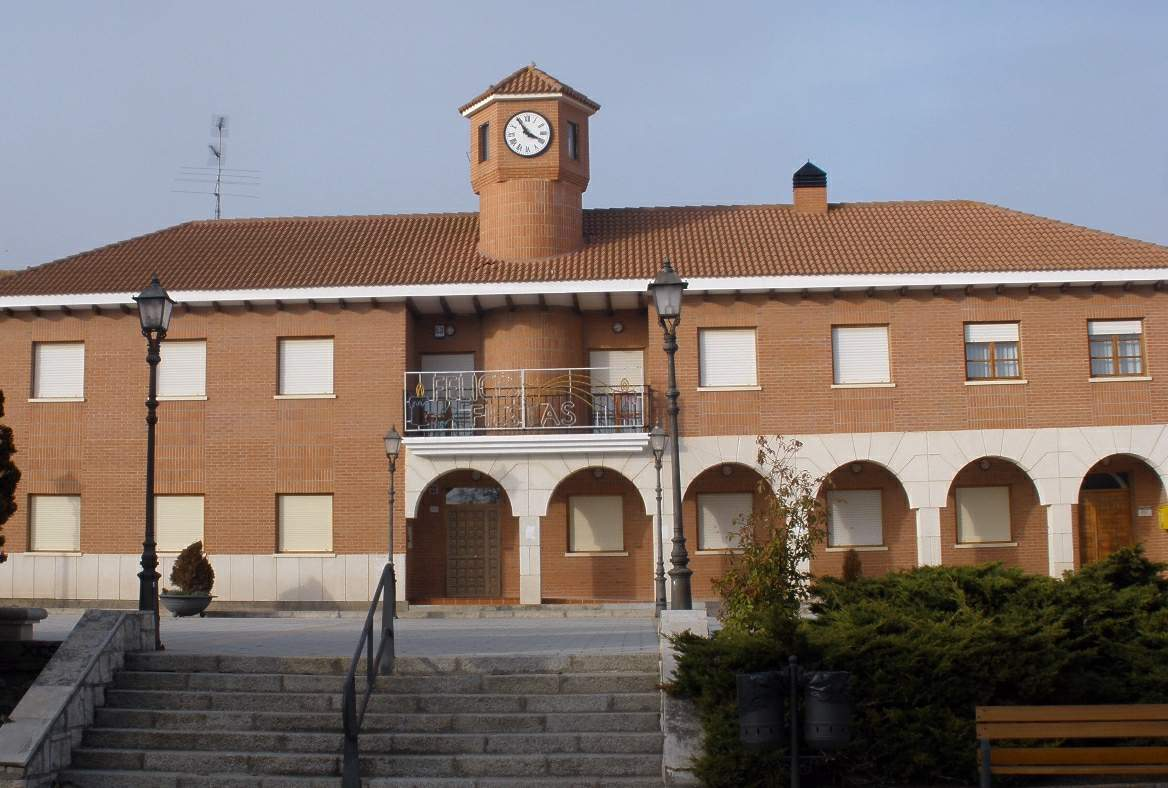
Mairie.
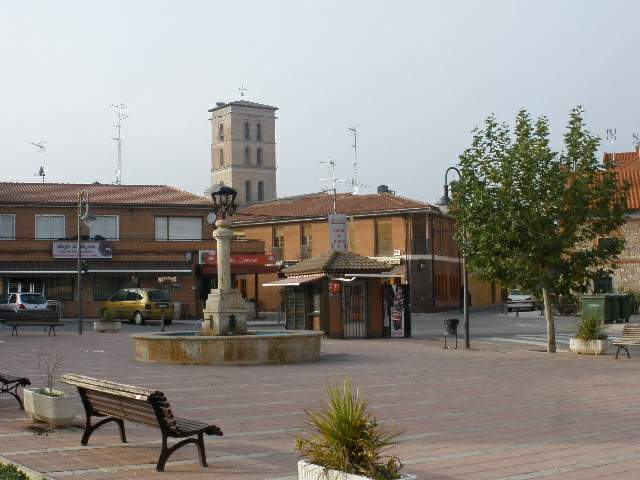
Place de Fuensaldaña.

## Sites et patrimoine
- Église San Cipriano (es)
- Château de Fuensaldaña.
- Couvent de las Monjas Recoletas de la Concepción
- Belén Viviente

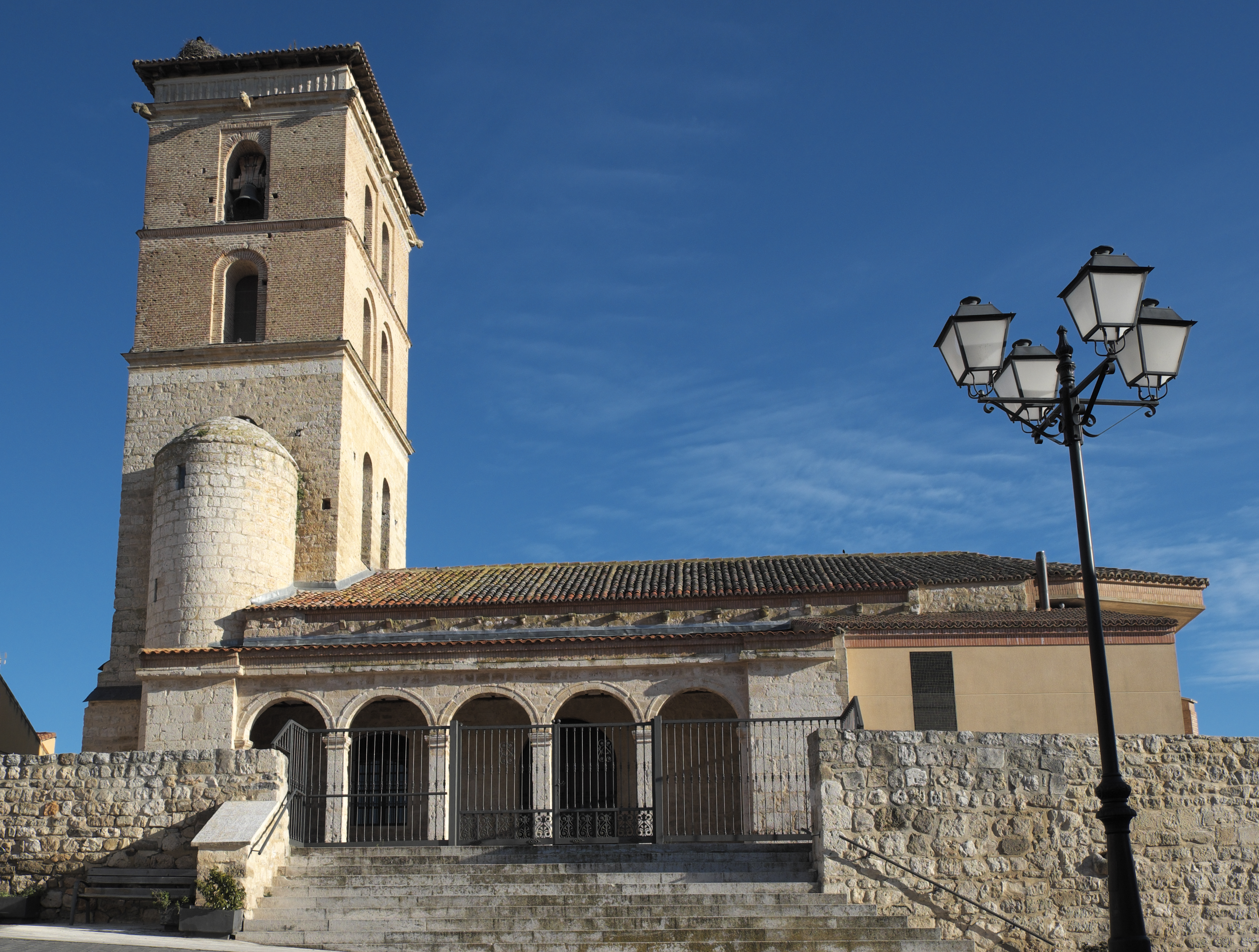
Église San Cipriano.
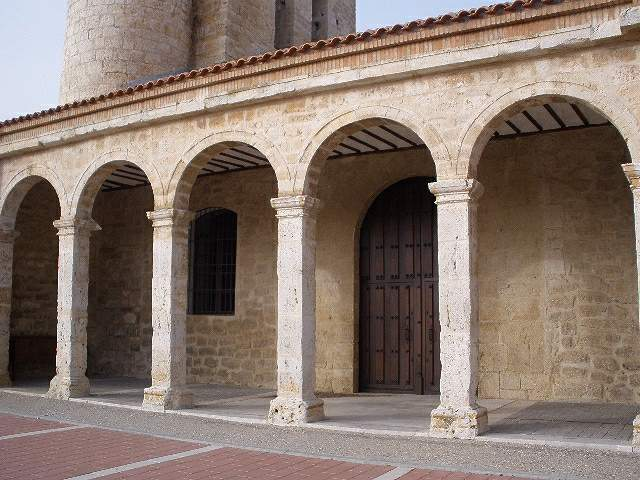
Église San Cipriano.
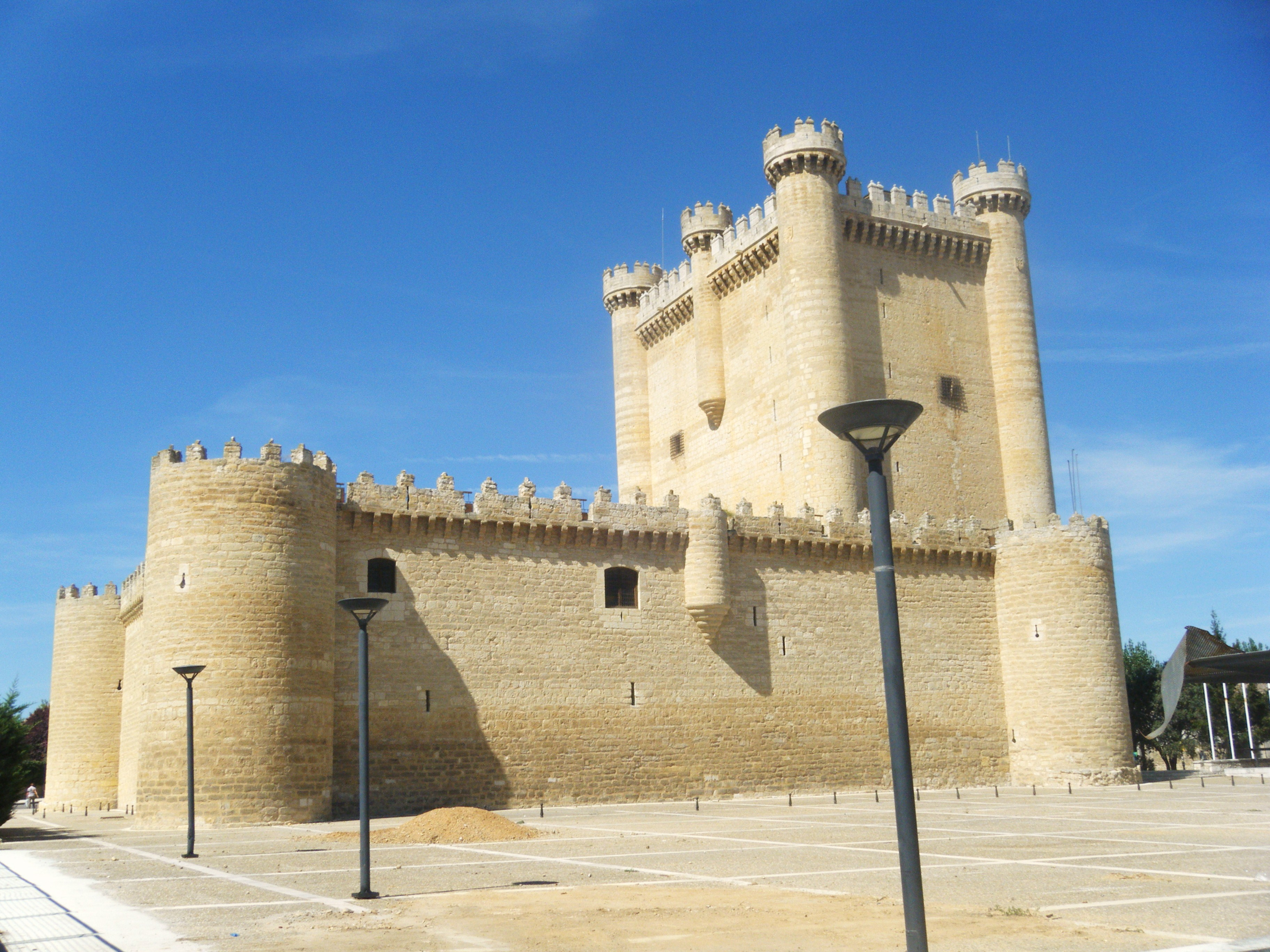
Château de Fuensaldaña.
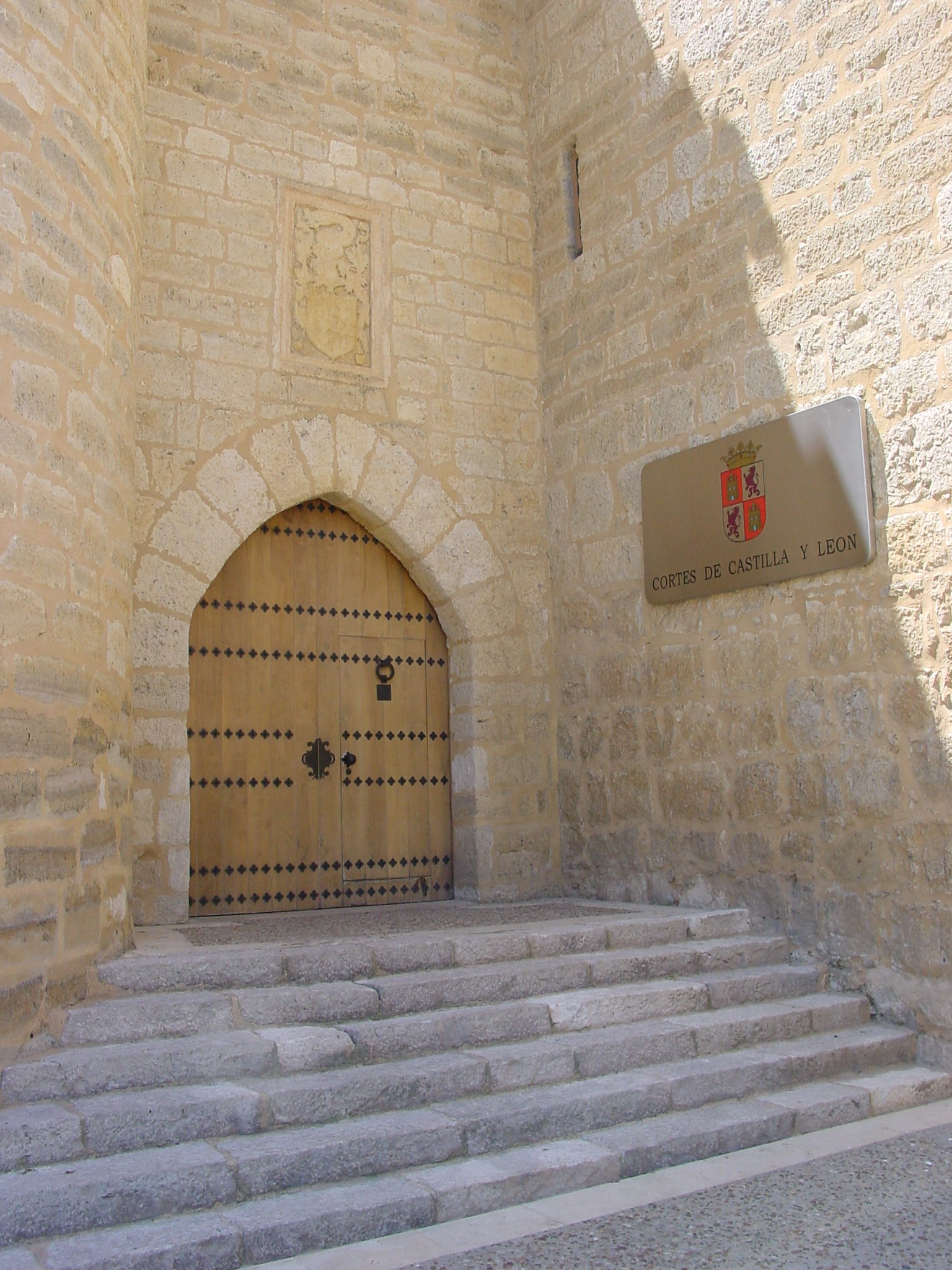
Château de Fuensaldaña.